# كأس العالم لسباق الدراجات على الطريق للسيدات 2012
كأس العالم لسباق الدراجات على الطريق للسيدات 2012 هو الموسم 15 من  كأس العالم لسباق الدراجات على الطريق للنساء. أشرف على تنظيمه الاتحاد الدولي للدراجات، وفاز فيه ماريان فوس، وجوديث أرندت، وإيفلين ستيفنز، وفاز بالمركز الثاني  جوديث أرندت، وفاز بالمركز الثالث  إيفلين ستيفنز.